# Església de Sant Bartomeu d'Alfondeguilla
L'Església parroquial de Sant Bartomeu d'Alfondeguilla, comarca de la Plana Baixa, Província de Castelló, és un temple catòlic catalogat (de manera genèrica) com Bé de Rellevància Local, amb codi d'identificació: 12.06.007-003, segons la Disposició Addicional Cinquena de la Llei 5/2007, de 9 de febrer, de la Generalitat, de modificació de la Llei 4/1998, d'11 de juny, del Patrimoni Cultural Valencià (DOCV Núm. 5.449 / 13/02/2007).

Es tracta d'un senzill temple de planta de nau única i dimensions petites, amb capelles laterals comunicades entre elles.

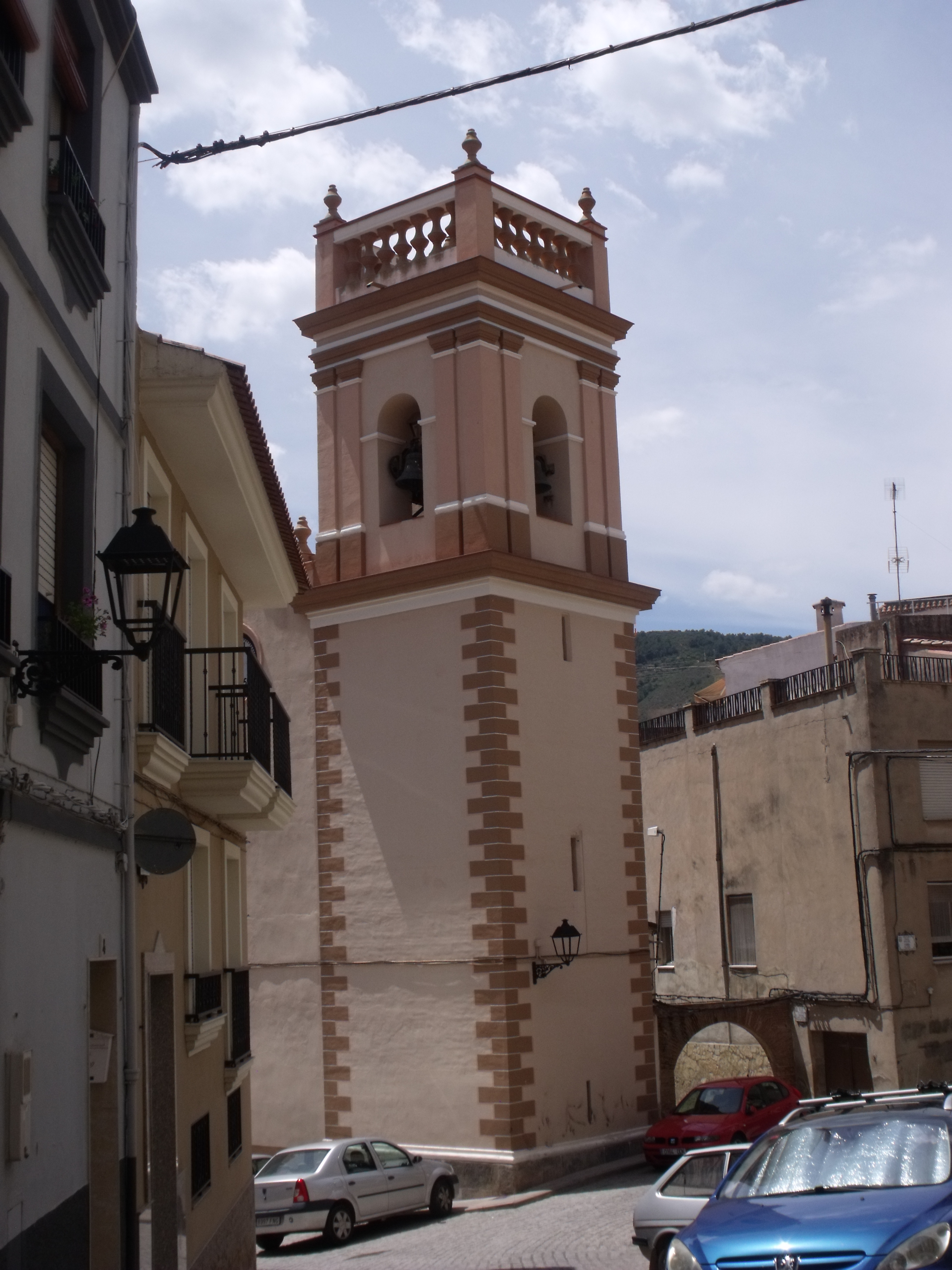
Detall del campanar
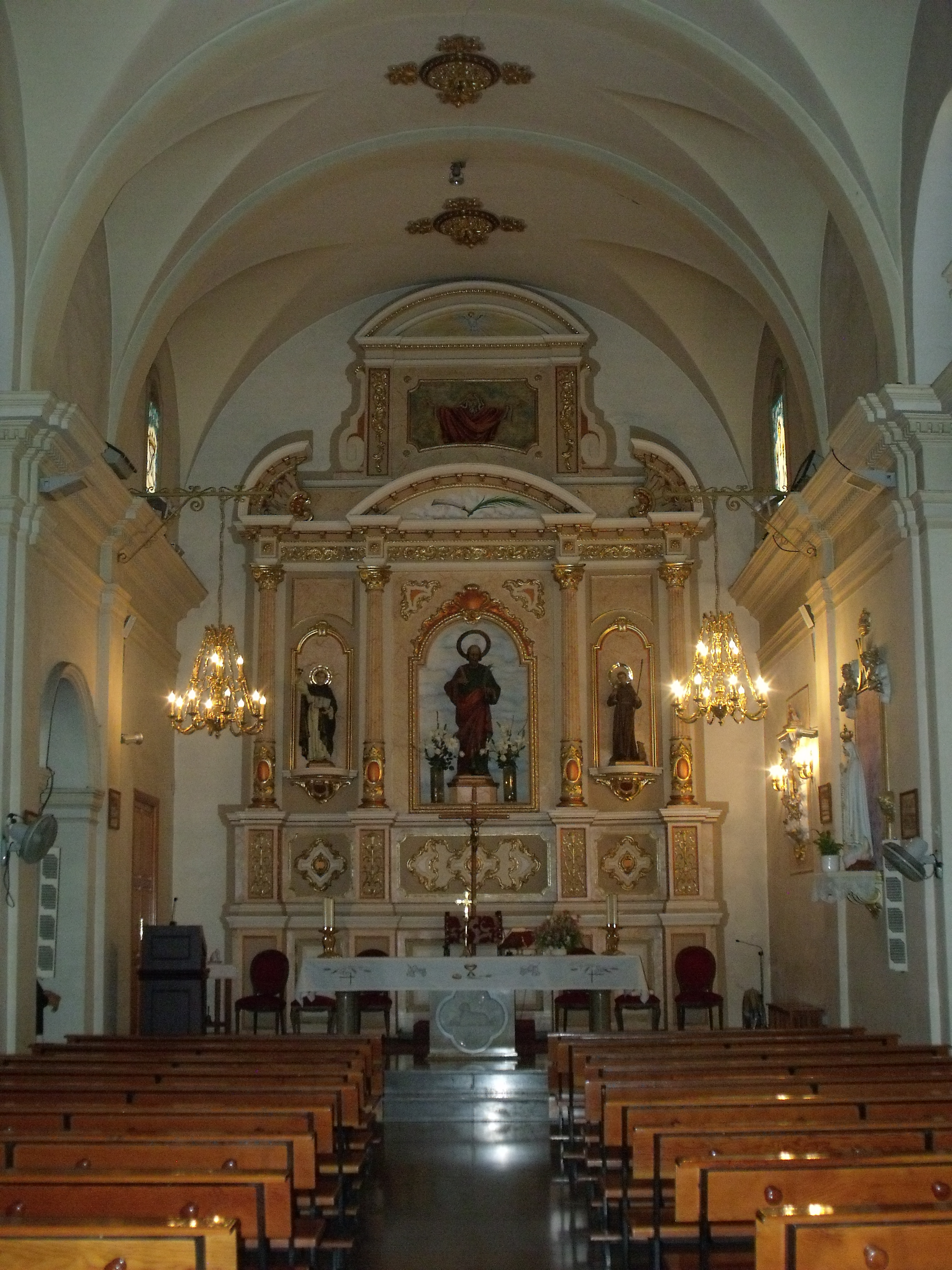
Nau central
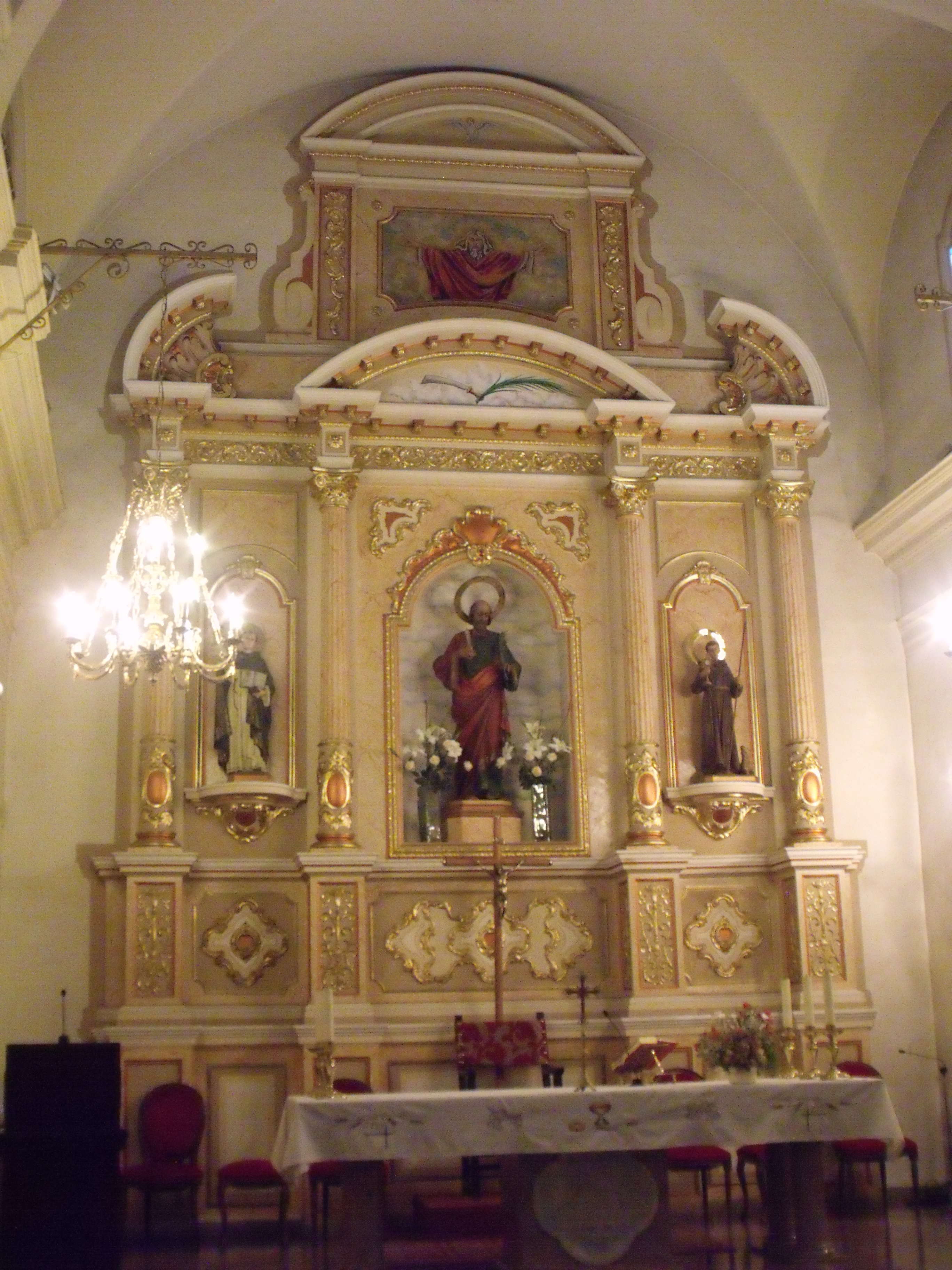
Detall del retaule de la nau central
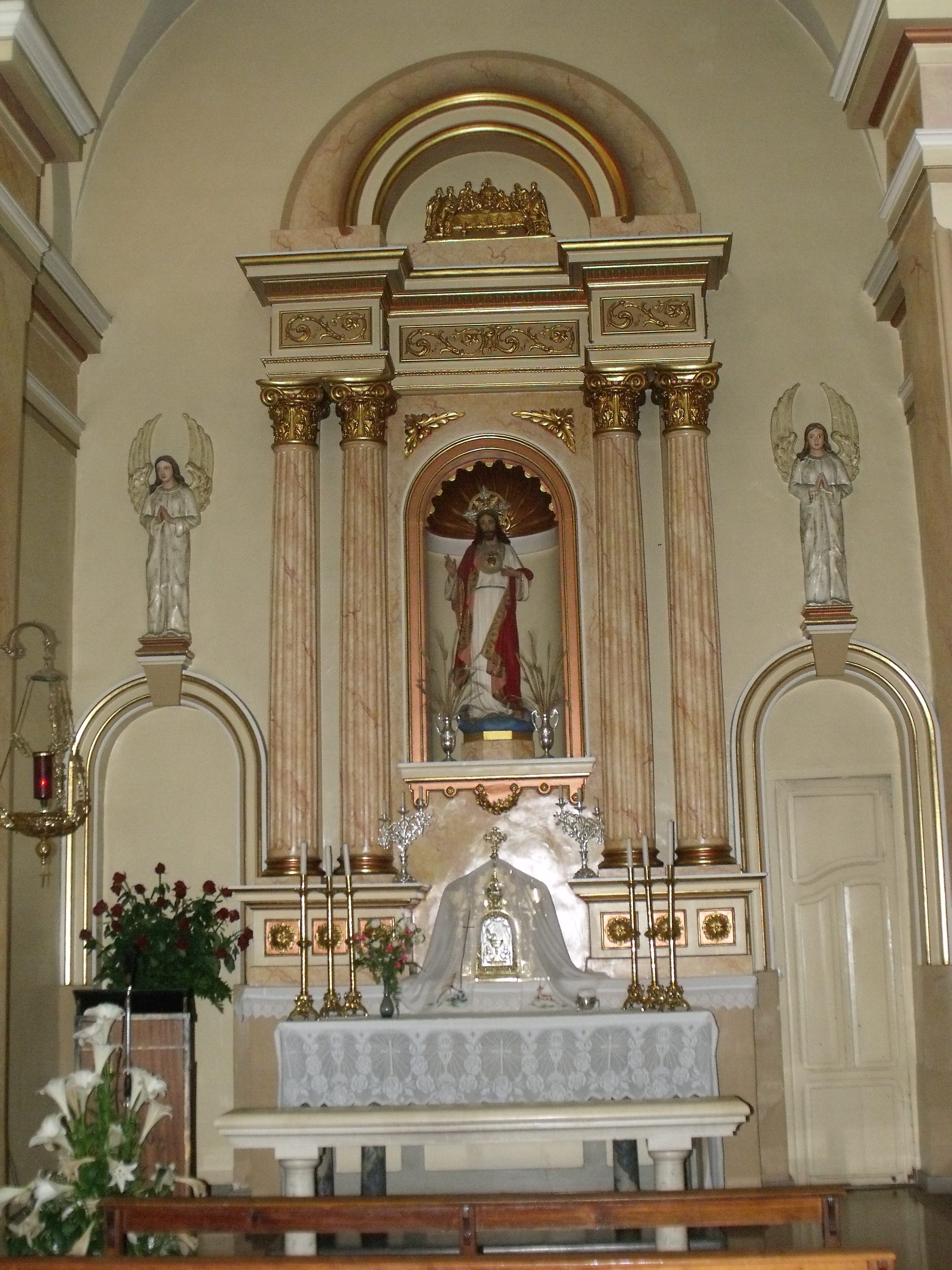
Capella de la Comunió
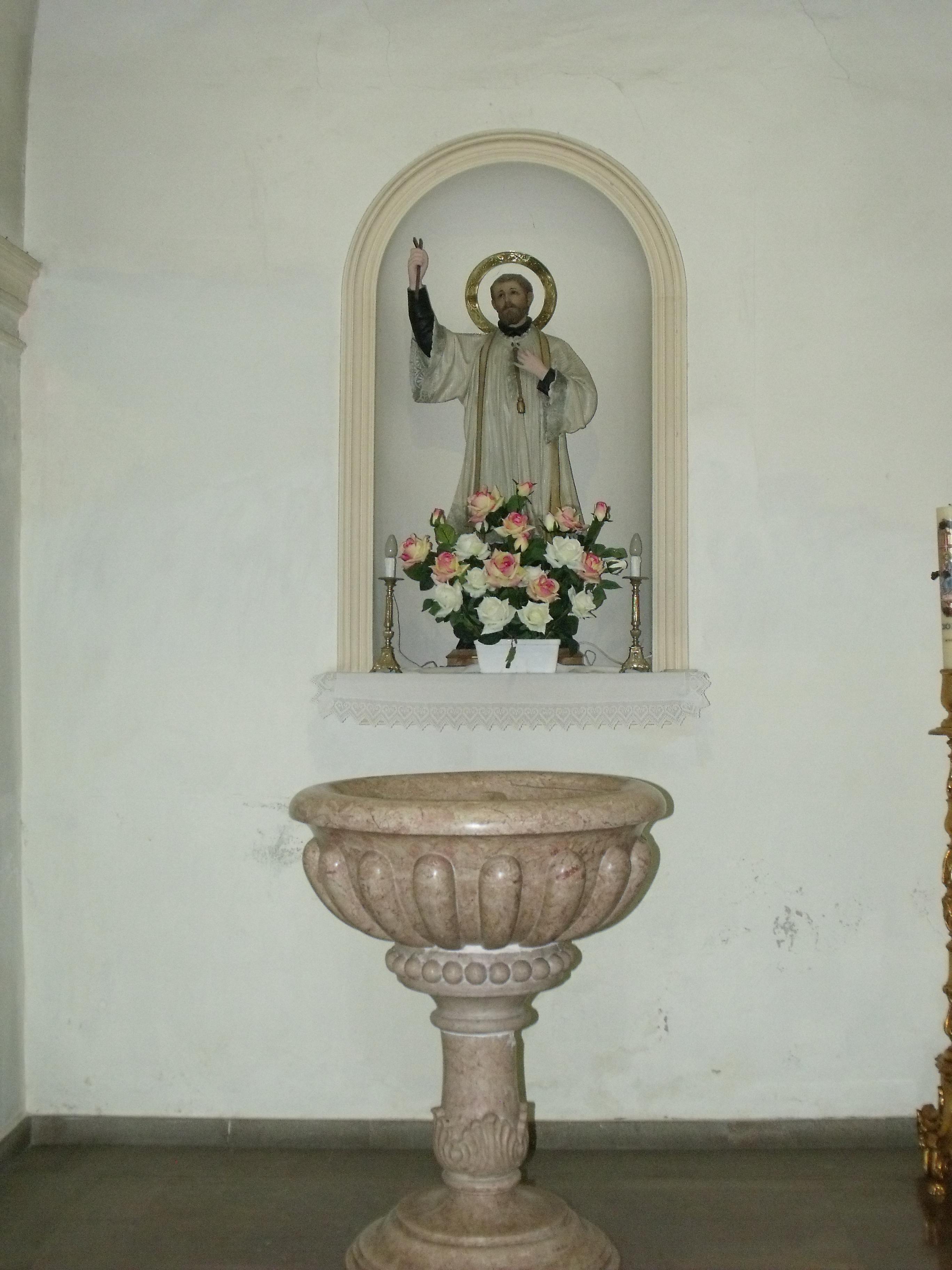
Capella del Baptisme

Externament presenta una façana senzilla amb una torre campanar en un dels laterals, una única porta d'accés i sobre ella un òcul que dota d'escassa il·luminació a l'interior, a excepció de la zona del cor alt que es troba immediatament darrere d'ell.
D'entre les capelles laterals que presenta en el seu interior cal destacar la capella del baptisme i la de la comunió que presenta una coberta en volta bufada.